# Рован Маккеллар
Рован Маккеллар (24 травня 1994 , Глазго ) — британська веслувальниця, бронзова призерка Олімпійських ігор 2024 року, чемпіонка світу та Європи.

## Виступи на Олімпіадах
| Олімпіада  | Дисципліна | Місце |
| ---------- | ---------- | ----- |
| Токіо 2020 | четвірки   | 4     |
| Париж 2024 | вісімки    | 3     |

## Зовнішні посилання
- Рован Маккеллар на сайті World Rowing (англійська)
- Рован Маккеллар на сайті Olympics.com (англійська)
- Рован Маккеллар на сайті Olympedia (англійська)
- Рован Маккеллар на сайті British Olympic Association (англійська)